# Örjan Persson
Örjan Persson (* 27. srpna 1942, Uddevalla) je bývalý švédský fotbalista, záložník. 

## Fotbalová kariéra
Začínal v týmu Smögens IF. V letech 1961-1964 hrál švédskou ligu za Örgryte IS. V letech 1964-1970 hrál ve Skotsku za Dundee United FC a Glasgow Rangers, nastoupil ve 149 ligových utkáních a dal 37 gólů. Po návratu do Švédska hrál opět za Örgryte IS, celkem ve švédské lize nastoupil ve 152 utkáních a dal 20 gólů. Kariéru zakončil v nižších soutěžích v týmech Kungsbacka BI a IF Väster. V Poháru vítězů pohárů nastoupil ve 3 utkáních a dal 1 gól a ve Veletržním poháru nastoupil v 20 utkáních a dal 2 góly. Za švédskou fotbalovou reprezentaci nastoupil v letech 1962–1974 ve 48 utkáních a dal 7 gólů. Byl členem švédské fotbalové reprezentace na Mistrovství světa ve fotbale 1970, nastoupil ve 2 utkáních. Byl členem švédské fotbalové reprezentace na Mistrovství světa ve fotbale 1974, nastoupil ve 2 utkáních. 

## Ligová bilance
| Ročník                         | Zápasy | Góly | Klub             |
| ------------------------------ | ------ | ---- | ---------------- |
| 1. švédská liga 1961           | 15     | 3    | Örgryte IS       |
| 1. švédská liga 1962           | 22     | 4    | Örgryte IS       |
| 1. švédská liga 1963           | 22     | 1    | Örgryte IS       |
| 1. švédská liga 1964           | 22     | 4    | Örgryte IS       |
| Scottish Premiership 1964/1965 | 20     | 4    | Dundee United FC |
| Scottish Premiership 1965/1966 | 29     | 2    | Dundee United FC |
| Scottish Premiership 1966/1967 | 30     | 9    | Dundee United FC |
| Scottish Premiership 1967/1968 | 32     | 14   | Glasgow Rangers  |
| Scottish Premiership 1968/1969 | 31     | 8    | Glasgow Rangers  |
| Scottish Premiership 1969/1970 | 9      | 0    | Glasgow Rangers  |
| 1. švédská liga 1970           | 14     | 1    | Örgryte IS       |
| 1. švédská liga 1971           | 13     | 4    | Örgryte IS       |
| 1. švédská liga 1972           | 22     | 1    | Örgryte IS       |
| 1. švédská liga 1973           | 22     | 2    | Örgryte IS       |
| 2. švédská liga 1974           | 16     | 4    | Örgryte IS       |
| CELKEM 1. švédská liga         | 152    | 20   |                  |
| CELKEM Scottish Premiership    | 149    | 37   |                  |